# 公孫辰
公孫辰，姬姓，名辰，春秋时期蔡国官员。
公孫辰和公孙翩、公孙姓、公孙盱都是蔡昭侯的亲信大臣。楚昭王为了报复柏举之战，进攻蔡国。蔡国向吴国求援。吴国于是把蔡国从新蔡（今河南省新蔡县）迁移到了州来（今安徽省凤台县）。前491年二月，蔡昭公准备到吴国去。蔡国诸大夫恐怕又要迁移，于是尾随公孙翩，追赶蔡昭侯，并用箭射他，蔡昭侯逃进民宅就死了。公孙翩被文之锴杀死，诸大夫拥立蔡昭侯的儿子蔡成侯，杀死了公孙姓、公孙盱，公孙辰出奔吴国。